# Igreja de Santa Rita de Cássia em Campitelli
Santa Rita da Cascia in Campitelli ou Igreja de Santa Rita de Cássia em Campitelli é uma igreja desconsagrada de Roma, Itália, localizada no rione Sant'Angelo, no cruzamento da Via Montanara com a Via del Teatro Marcello. A igreja ficava sobre a antiga San Biagio de Mercato, na Insula Romana do Monte Capitolino, cujos restos restos foram descobertos durante o desmonte da igreja.

## História
A igreja foi construída em 1643 pelo arquiteto Carlo Fontana sobre uma antiga igreja construída pela família Bucabella no século XI do lado esquerdo da base da escadaria de Santa Maria in Aracoeli e dedicada a São Brás. O papa Alexandre VI deixou-a sob os cuidados da "Confraternidade da Sagrada Coroa de Espinhos do Nosso Senhor Jesus Cristo". A devoção a Santa Rita de Cássia foi adicionada à de São Brás em 1900, ano que ela foi canonizada.
Em 1928, como resultado das várias demolições na região para abrir espaço para a Via del Mare (a moderna Via del Teatro di Marcello), a igreja foi desmantelada pedaço por pedaço e preservada com o objetivo de ser reconstruída no mesmo local. Em 1904, a confraria foi obrigada a se mudar para a antiga igreja de Santa Maria delle Vergini, que foi reaberta, reconsagrada e rededicada a Santa Rita de Cássia com o nome de Santa Rita da Cascia alle Vergini.
Porém, ela acabou sendo reconstruída em sua posição atual em 1940, como relembra uma placa comemorativa instalada no local: "Questa chiesa già esistente alle falde del Campidoglio presso la scala di S. Maria in Aracoeli demolita nell'anno 1928, VI dell'era fascista, fu qui ricostruita a cura del Governatorato di Roma. 21 aprile 1940" ("Esta igreja, que já existia na encosta do Monte Capitolino perto da escadaria de Santa Maria in Aracoeli, demolida no ano de 1928, VI da era fascista, foi reconstruída aqui pelo Governo de Roma. 21 de abril de 1940").
Porém, depois da reconstrução, a confraternidade, bem instalada em Santa Rita da Cascia alle Vergini, não tinha mais interesse na igreja antiga. Ela acabou sendo desconsagrada em 1990 e a posse reverteu para a cidade de Roma. O edifício, conhecido agora como "Sala Santa Rita", é atualmente utilizado para encontros, conferências e concertos musicais.

## Descrição
A fachada está decorada com lesenas e estuques. O interior segue uma planta em cruz grega com uma design convexo romboide, como San Carlo alle Quattro Fontane. A abside, mais funda que as capelas laterais, ainda abriga o altar barroco de mármore multicolorido e o vitral com a imagem de Santa Rita de Cássia. Sobre o cruzeiro está a cúpula.

## Galeria

Imagens da igreja
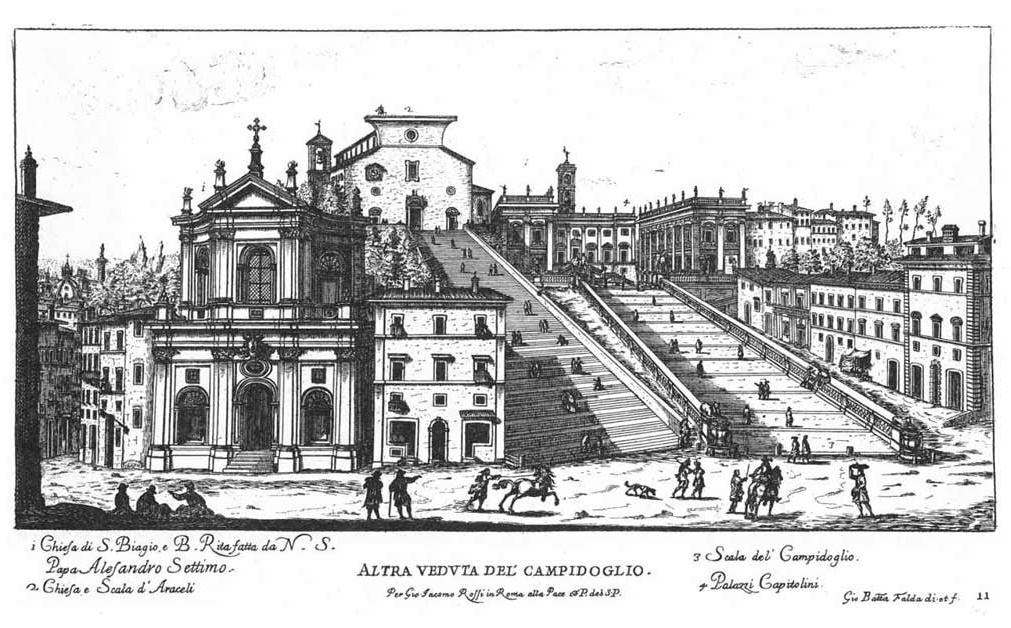
Gravura de Giovanni Battista Falda mostrando a igreja em sua posição original.
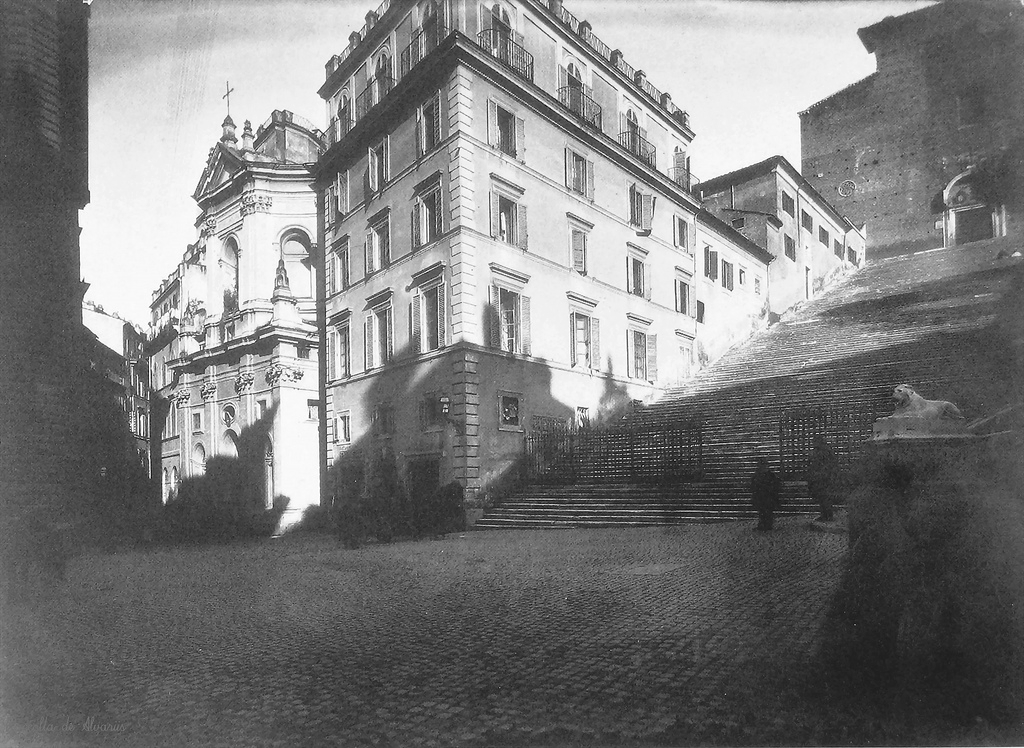
Santa Rita em sua localização original numa foto de 1887.
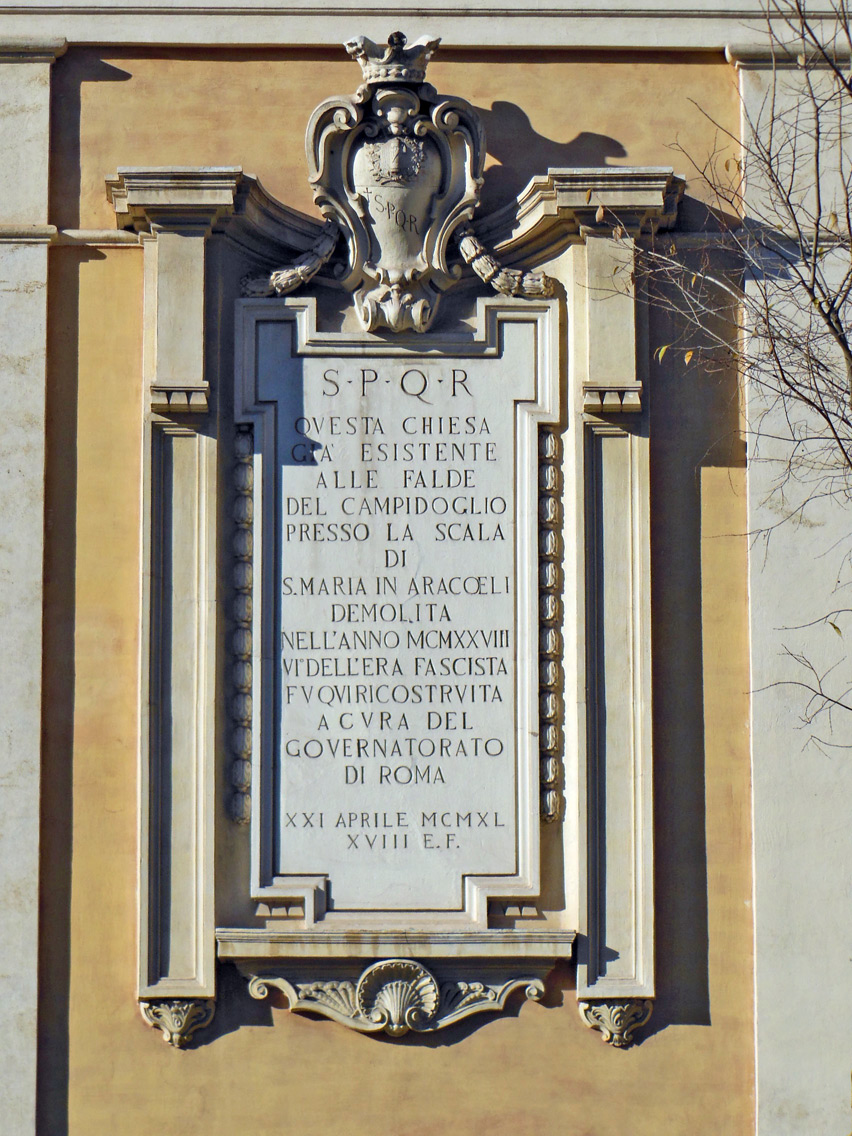
Placa comemorativa da mudança de local.